# Marcelo Saragosa
Marcelo Silveira Saragosa, mais conhecido como Marcelo Saragosa (Campo Grande, 22 de janeiro de 1982), é um ex-futebolista brasileiro que atuava como volante.

## Biografia
Iniciou sua carreira no São Paulo FC. Após atuar em todas as categorias de base, virou profissional do clube, mas em uma partida válida pelo Campeonato Brasileiro de 2003, aonde o São Paulo enfrentou o Juventude, Marcelo teve uma oportunidade entrando na metade do segundo tempo, mas em menos de dois minutos em campo, acabou sendo expulso, o que prejudicou sua carreira no São Paulo. Em 2004, o São Paulo pretendia emprestá-lo ao Paulista de Jundiaí, mas ele acabou transferindo-se para o Los Angeles Galaxy, dos EUA, onde ganhou a MLS Cup e a US Open Cup, ambos em 2005. Em 2007, transfere-se para o FC Dallas onde fica até 2009 quando vai para o Chivas USA. Em 2011, ele se transferiu para o FC Absheron, do Azerbaijão. Para a temporada de 2012 acertou sua volta para os Estados Unidos, desta vez para o D.C. United. Em 2013 foi contratado para disputar a US. Open Cup pelo Tampa By Rowdies.

## Títulos
Los Angeles Galaxy
- MLS Cup: 2005
- US Open Cup: 2005

## Curiosidades
- Saragosa chegou a jogar junto, nos juvenis do São Paulo FC, com Kaká e Paulo Nagamura.
- Antes de ficar conhecido como Marcelo Saragosa, no São Paulo ele era chamado de "Marcelo Gallo", ou simplesmente "Gallo".